# Franck og Hertz' experiment
Franck og Hertz' experiment er en dansk undervisningsfilm fra 1975, der er instrueret af Flemming la Cour efter manuskript af Ole Nielsen og Nils Hornstrup.

## Handling
Vejen fra pålidelig observation af det fænomen, som vekselvirkningen mellem elektroner og atomer giver anledning til, over til en energi-niveau model, er meget lang i laboratoriet. Ved at anvende et filmet eksperiment kan de måletekniske problemer elimineres, og elevernes anstrengelser helliges interpretationen af observationerne.